# Agathis borneensis
Agathis borneensis – gatunek drzewa z rodziny araukariowatych (Araucariaceae). Występuje na Półwyspie Malajskim, Borneo i Sumatrze.

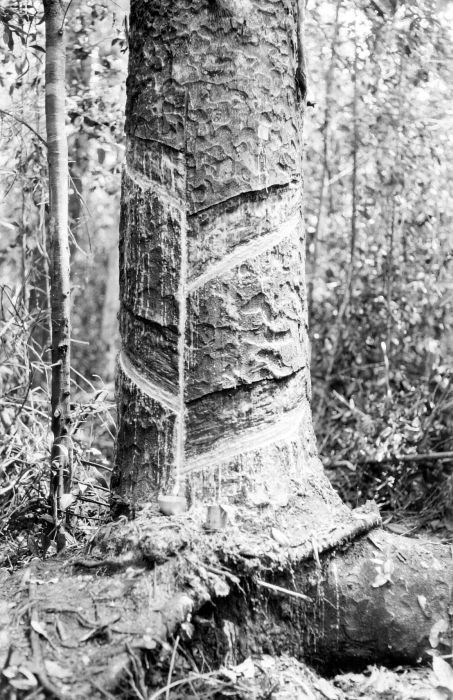
Pozyskiwanie żywicy

## Morfologia
PokrójDrzewo osiągające do 55 m wysokości, rzadko nawet wyższe, o pniu o średnicy do 2 m, z potężnymi konarami. Pień okryty jest korą szarą lub czarniawą.
LiścieOwalne, ciemnozielone od góry, jaśniejsze od dołu. U nasady blaszka liściowa zwęża się w ogonek o długości 5 mm. Cały liść osiąga od 6 do 12 cm długości i do 3,5 cm szerokości. Brzegi blaszki liściowej są podwinięte.
Organy generatywneSzyszki męskie wydłużone, na szczycie zaokrąglone, mają długość 4–7 cm i średnicę do 2,5 cm. Osadzone są na krótkich szypułach o długości poniżej 1 cm. Mikrosporofile duże, na brzegu półokrągłe. Szyszki żeńskie owalne, z wiekiem jajowate o długości od 7 do 10 cm i średnicy 6–8 cm.
NasionaOwalne o długości ok. 1,4 cm i szerokości do 0,7 cm opatrzone są w skrzydełko.